# Lauritzenia major
Lauritzenia major är en kvalsterart som först beskrevs av Aoki 1970.  Lauritzenia major ingår i släktet Lauritzenia och familjen Haplozetidae. Inga underarter finns listade i Catalogue of Life.